# Gamla stan

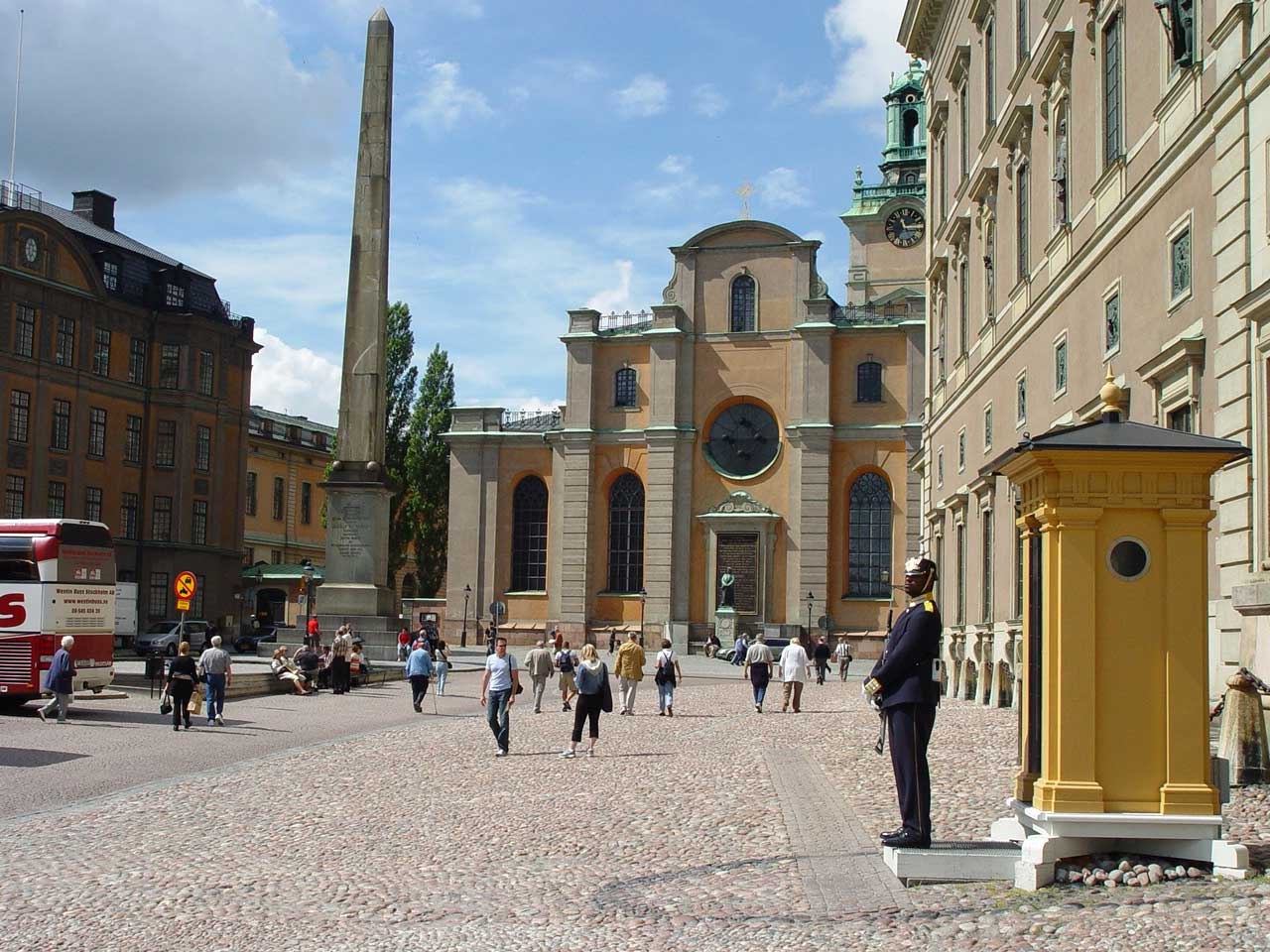
Palatul Regal

Gamla stan (Orașul vechi), numit și Staden mellan broarna (Orașul dintre poduri), este vechiul oraș din Stockholm și centrul geografic al acestuia. Această parte a orașului Stockholm este construită pe insula Stadsholmen.
Acestă insulă păstrează mult din farmecul medieval: pe străduțele denivelate se află prăvălii cu portaluri magnifice. Partea de nord a Orașului Vechi este ocupată de Palatul Regal cu cele 608 încăperi ale sale. El a fost construit în stilul barocului italian pe o suprafață dreptunghiulară. În prezent familia regală locuiește în afara orașului, în palatul Drottningholm numit și "Versailles-ul Nordului". Pe insulițele din apropiere de Gamla stan se află clădirile administrației de stat și principalele obiective culturale: Helgeandshholem adăpostește sediul parlamentului (Riksdag), iar pe Riddarholmen se ridică cea mai faimoasă biserică din Stockholm.